# Bank of Hollywood
Bank Of Hollywood é o programa do E! Entertainment Television exibido no brasil todas as sextas 20h00 reprises: sábados 02h00 e 13h30.